# We are one (doaの曲)
「We are one」（ウィー・アー・ワン）は、doaの1曲目の配信限定シングル。

## 内容
東日本大震災が起きたことを受けて、メンバー全員が作詞を担当し、無料配信限定シングルとして制作をした。元々は7月11日まで打ち切りにする予定だったが、好評のため打ち切りをすることは無くなった。当楽曲の誕生のきっかけはdoa曰く、「今こそみんなで声を合わせたい。そして多くの人に少しでも元気が生まれれば。そんな気持ちで作った曲です」という事からである。本作のジャケット写真は徳永暁人曰く、「去年のツアーの時のスナップ写真から作った」とのこと。

### ～声をつなごう～ We are one/One Live Voices Edition
7月11日に配信された上記の楽曲の別バージョン及び配信限定シングル。「doa プレライブ “unlock” 2011 Spring」の4公演の観客によるコーラスと2011年7月10日の渋谷公会堂で行われた「doa LIVE “open_door” 2011 spring」での観客によるコーラスを追加したものになっている。こちらも無料配信シングルになっている。

## 収録曲
1. We are one
作詞：doa　作曲・編曲：徳永暁人

## レコーディング参加
- 鶴屋裕一 - パーカッション
- 大楠雄蔵 - ピアノ
- 岡崎雪 - コーラス